# Carl Goldstein
Carl Chilian von Goldstein (* 1570; † 14. Juni 1628 in Berlin) war ein kursächsischer Oberst und Stiftshauptmann von Quedlinburg.

## Leben
Er stammte aus dem Halleschen Stadtgeschlecht Goldstein. Sein Vater war der brandenburgische Hofrat  Paul Goldstein, seine Mutter war Katharina von Barth (gest. Januar 1597).
Carl Goldstein verfolgte eine Laufbahn beim Militär und stand in kaiserlichen, polnischen und kurländischen (nach anderer Quelle schwedischen) Diensten. Etwa 1601 (?) verteidigte er im Range eines königlich polnischen Oberstleutnants die Festung Kalmar „aufs Äußerste“. 1609 erfolgte seine Ernennung zum Hauptmann des Stifts Quedlinburg durch Kurfürst Christian II. Später wurde er zum Obersten und Kommandanten der Festung Königstein ernannt. Für einige Jahre wurde ihm auch das Kommando der Residenz Dresden anvertraut. Zu einem nicht bekannten Zeitpunkt erhielt er das Adelsprädikat "von".
Nachdem er einige Zeit in Passendorf gelebt hatte, übernahm er das Rittergut Dölkau. 1625 erwarb er zusätzlich das Rittergut Hohenprießnitz hinzu. Anfang des 17. Jahrhunderts war er Besitzer des Pfeilhammers in Pöhla im sächsischen Erzgebirge, der durch die Heirat der Tochter Barbara des dortigen Hammerherrn Hans Klinger an ihn gekommen war.

## Familie
Carl Goldstein war seit 1607 mit Barbara, geb. Klinger verheiratet. Er verordnete, dass alle seine Nachfahren den Vornamen Carl führen sollten. Zu diesen gehörten der Enkel Carl Albrecht von Goldstein und dessen Sohn Carl Gottlob von Goldstein.
Joachim Goldstein (Kanzler) war sein Bruder.

## Publikation
- Mit Daniel Haenichen; Barbara Goldstein; Marcus Gerstenberger: Eheliche BrautKrone. Das ist: Vergleichung einer Kron un[d] Christlichen Eheweibs/ genom[m]en auß dem 12. Cap: der Sprüche Salomonis Und erkleret/ Bey den Hochzeitl: Ehrenfreuden/ Des… Carln Goldstein auff Pastendorff/ Churf: Sächß: wolverordneten OberLeutenampts: Und Der Jungfrawen Barbaren/ Des… Hansen Klingers zur Bölaw hinterlassene[n] Tochter, Leipzig Börner Leipzig Typis Beerwaldin, 1607. OCLC 1184734707